# Josef Blösche
Josef Blösche   (Frýdlant, 12 de febrer de 1912 - Leipzig, 29 de juliol de 1969) va ser membre del Partit Nazi que va servir a les SS i SD durant la Segona Guerra Mundial. Blösche va disparar i va matar molts jueus i va ajudar a enviar molts més jueus a la seva mort als camps d'extermini. També va participar en diverses massacres.
Blösche es va fer conegut pel món perquè va ser fotografiat cinc vegades amb les forces de les SS que van reprimir l'aixecament del gueto de Varsòvia, tal com es va publicar a l'Informe Stroop. La fotografia més famosa retrata un nen rendint-se en primer pla, i Blösche com l'home de les SS que s'enfronta al nen amb una metralladora a la mà. L'informe es va utilitzar per processar antics nazis per crims de guerra.
Blösche va evitar inicialment la detecció després de la guerra a causa d'un accident que li va marcar permanentment la cara. Tanmateix, els fiscals alemanys van poder identificar-lo el 1962. Posteriorment va ser localitzat per l'Stasi d'Alemanya de l'Est i arrestat l'11 de gener de 1967. Blösche va ser condemnat per nombroses atrocitats i condemnat a mort pel tribunal regional d'Erfurt.
Va ser executat a Leipzig el 29 de juliol de 1969.

## Carrera professional
Blösche va néixer a Friedland in Böhmen, Imperi Austrohongarès (actualment Frýdlant, República Txeca). Això era a la part nord de Bohèmia, molt a prop de les fronteres d'Alemanya i Polònia. Els seus pares eren d'ètnia alemanya: el seu pare, Gustav Blösche, era propietari d'una granja i d'un gasthaus (fonda). Josef va començar a treballar a la granja i a la fonda mentre anava a l'escola, però el seu pare el va treure de l'escola als 14 anys d'edat per treballar a temps complet.
Blösche va participar en organitzacions juvenils de dretes que promouen les causes nazis i es va unir al Partit Alemany dels Sudets (SdP), un grup pronazi que defensava l'expansió alemanya. El 1938, es va unir al Partit Nazi i a les Schutzstaffel (SS; Cos de protecció) després que Alemanya s'annexionés els Sudets. Blösche, que abans s'havia ofert voluntari per a les SS locals, va ser reclutat per les Waffen-SS (Cos de protecció armat) el 4 de desembre de 1939 i es va presentar a l'entrenament l'endemà al castell de Pretzsch. Va completar la seva formació el 14 de març de 1940 i va ser destinat a Varsòvia. Aviat va ser assignat a patrullar 10 km del riu Buh.
Després de servir a Varsòvia amb les SS, Blösche es va unir al Sicherheitsdienst (SD; Servei de Seguretat), una divisió de les SS. El 1941, va ser traslladat breument al front oriental, on va servir al Einsatzkommando 8, una subunitat de l'esquadró de la mort Einsatzgruppe B (Grup d'intervenció B). La unitat va ser responsable dels tirotejos massius a Belarús.
Blösche va participar en execucions a la Belarús ocupada, abans de ser traslladat de nou a Varsòvia. Va servir al lloc avançat del gueto de Varsòvia del SD a mitjans de 1942, quan va començar la deportació massiva de jueus al camp d'extermini de Treblinka. Blösche va caçar molts jueus que s'amagaven de la deportació. El gener de 1943, durant una altra onada de deportacions als camps d'extermini, va participar en una altra recerca, que també implicava freqüents assassinats o execucions. Va participar en l'afusellament d'uns 1.000 jueus l'abril de 1943. Blösche va admetre més tard que va afusellar personalment aproximadament 75 jueus aquell dia.

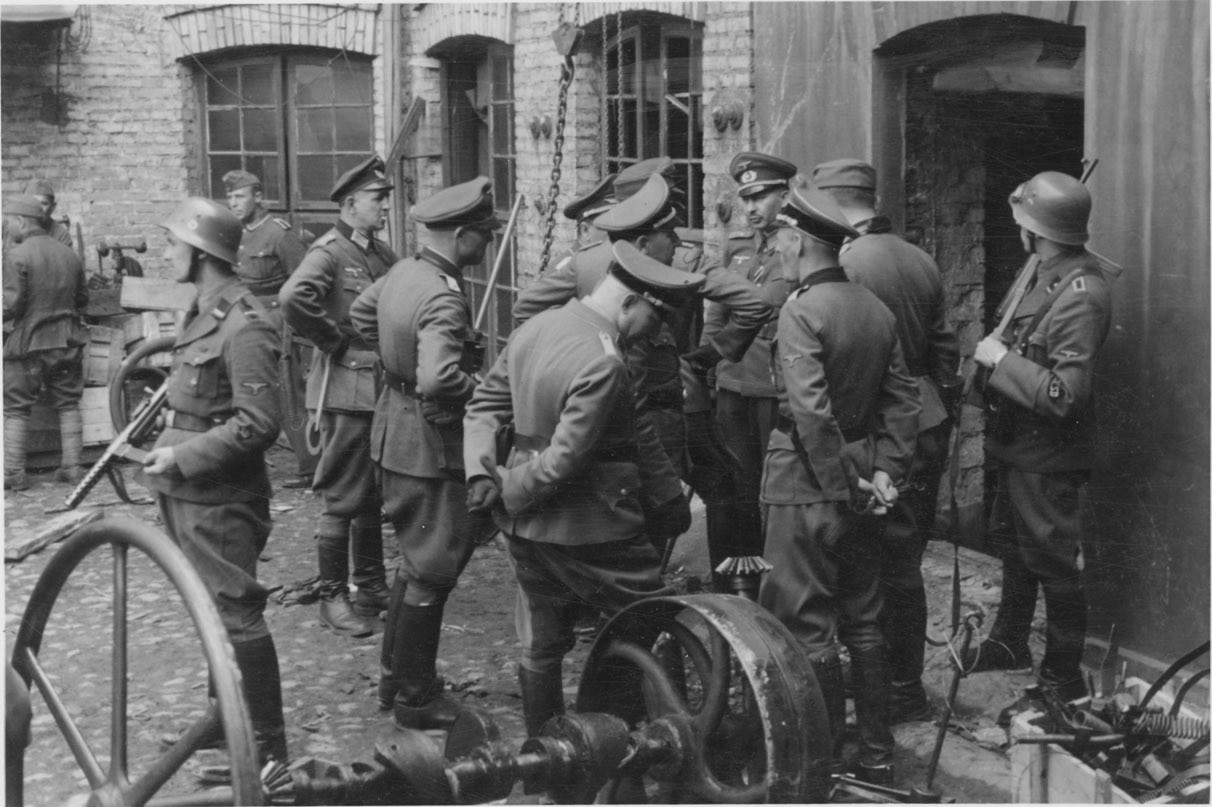
Fotografia de l'Informe Stroop, mostrant Blösche a l'esquerra. Llegenda original de l'Informe Stroop: «Die Räumung eines Betriebes wird besprochen» (Parlant sobre l'evacuació d'una fàbrica) (24 d'abril de 1943)
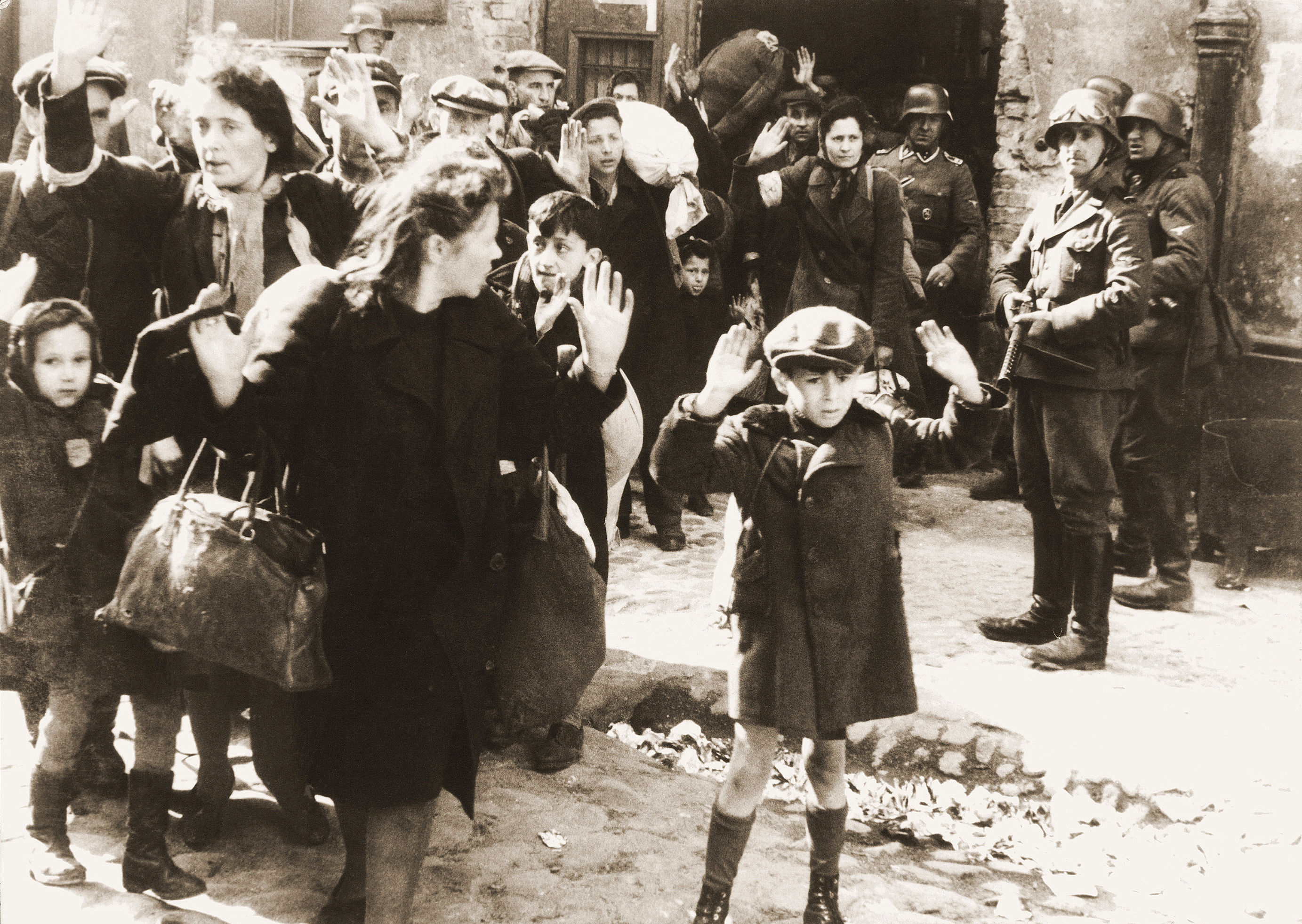
La infame fotografia del nen del gueto de Varsòvia de l'Informe Stroop (Blösche amb una metralladora a la dreta). Llegenda original de l'Informe Stroop: «Mit Gewalt aus Bunkern hervorgeholt» (Forçat a sortir dels búnquers) (19 abril - 16 de maig de 1943)

Els jueus van donar a Blösche el sobrenom de «Frankenstein» (com la criatura de la novel·la Frankenstein de Mary Shelley), per la seva brutalitat, inclosa la violació i l'assassinat de dones al gueto. Juntament amb altres membres de les SS, feia expedicions al gueto i disparava jueus a l'atzar per terroritzar els residents, de vegades només per mirar-lo. Blösche i un dels seus coneguts, Heinrich Klaustermeyer, de vegades anaven en bicicleta al gueto i disparaven als jueus que trobaven. Segons un supervivent del gueto de Varsòvia, Blösche «va ser el pitjor de tots perquè matava gent sense cap motiu». Blösche va participar en la repressió de l'aixecament del gueto de Varsòvia i va rebre la Creu al Mèrit de Guerra alemanya per les seves accions durant l'aixecament. Més tard va participar en la repressió de l'aixecament de Varsòvia.
El maig de 1945, es va rendir a l'Exèrcit Roig i es va convertir en presoner de guerra de la Unió Soviètica. Blösche va ser enviat a un camp administrat per la GUPVI (Administració principal per als afers de presoners de guerra i internats). Es va veure obligat a realitzar treballs forçats, amb els funcionaris que el feien treballar a les pedreres i construir carreteres. A principis de 1946, Blösche va ser repatriat a la regió de Moràvia i Silèsia (Txecoslovàquia), encara com a internat. Mentre treballava en una mina de carbó l'agost de 1946, Blösche va ser colpejat per un polipast que baixava i va patir una fractura de crani i ferides greus a la cara. Va ser hospitalitzat a Ostrava.

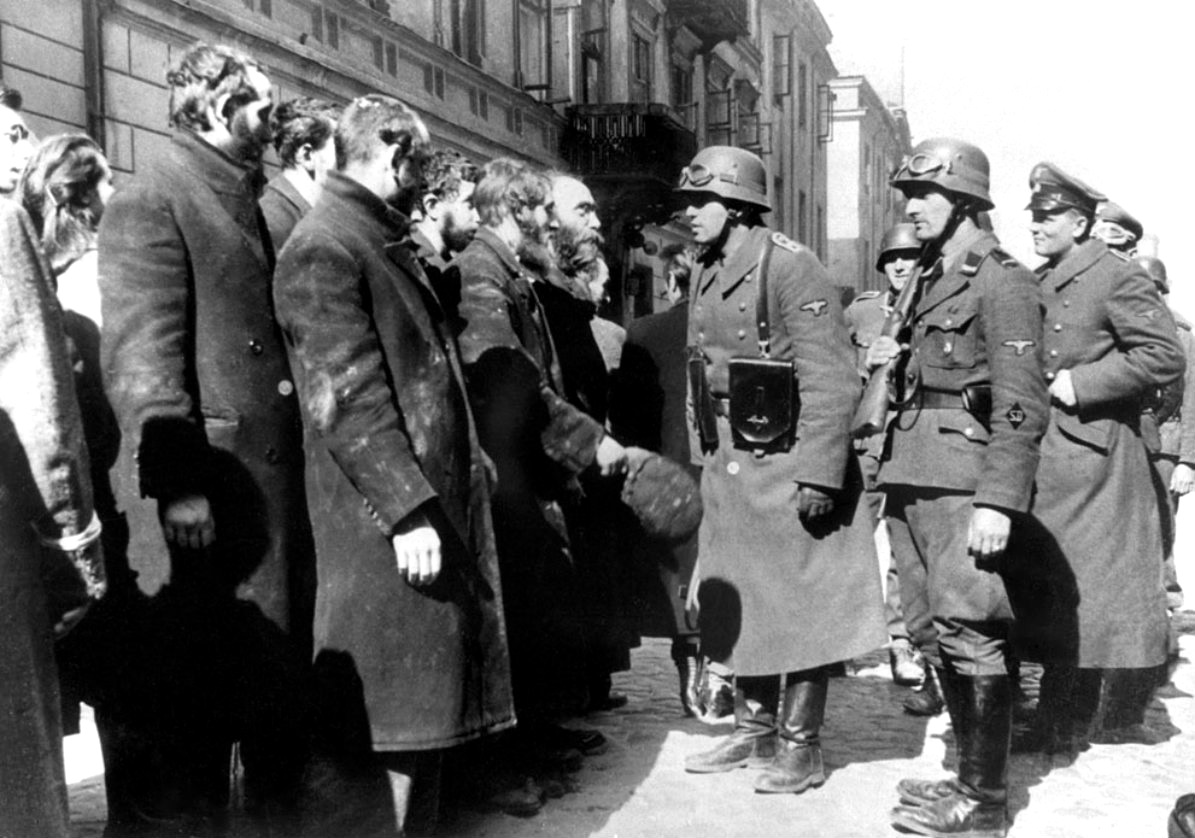
Foto del carrer Nowolipie. A la part posterior (des de l'esquerra) hi ha cases adossades a Nowolipie 32 (fragment), 30 i 28.[11] El del centre és Heinrich Klaustermeyer; Josef Blösche a la dreta. Llegenda original de l'Informe Stroop: «Jüdische Rabiner» (Rabins jueus) (19 d'abril - 16 de maig de 1943)
La mateixa fotografia, vist al front.
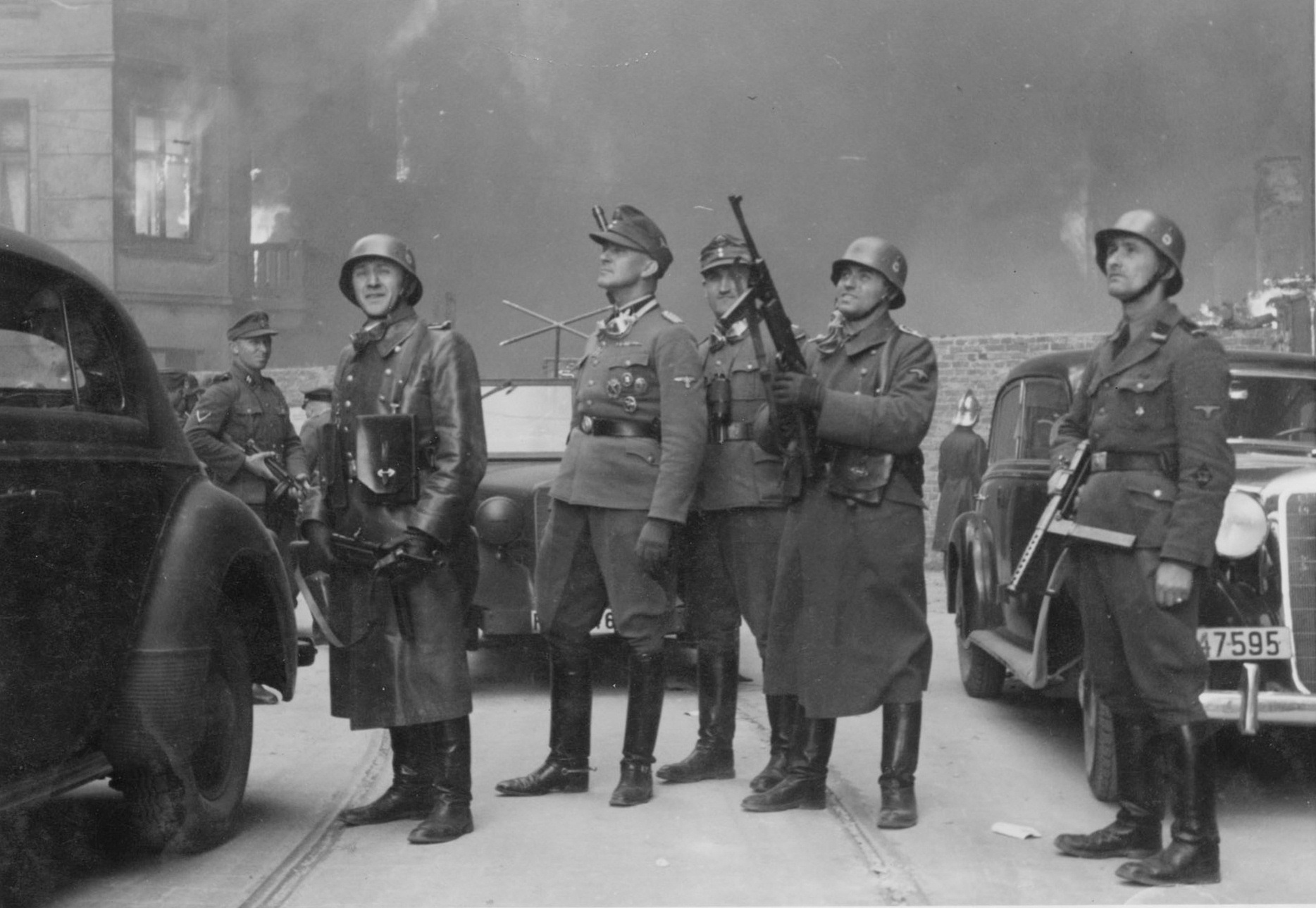
Blösche a la dreta, el segon des de la dreta és Heinrich Klaustermeyer i Jürgen Stroop al centre, veient cremar blocs d'habitatges durant l'aixecament del gueto de Varsòvia. Imatge presa al carrer Nowolipie mirant cap a l'est, prop de la intersecció amb el carrer Smocza. Al balcó en flames de l'esquerra de la casa Nowolipie 66. Llegenda original de l'Informe Stroop: «Der Führer der Großaktion» (El líder de la gran acció) (19 d'abril - 16 de maig de 1943)

L'estiu de 1947, el camp de treball de Blösche va ser dissolt i va ser posat en llibertat. Les seves cicatrius facials el van protegir del descobriment com una de les tropes de les SS que apareixien a les fotos oficials fetes pels alemanys del gueto de Varsòvia. Es va traslladar a Urbach, Turíngia (Alemanya de l'Est), per començar a tenir una vida normal. Allà va conèixer una dona alemanya anomenada Hanna Schönstedt, mare i vídua de guerra, i van tenir dos fills junts abans que ella acceptés casar-se amb ell. Schönstedt diria més tard que Blösche era un marit i un pare molt amorós que es preocupava constantment de la cura dels seus fills. Esdevingué mestre artesà en una fàbrica de potassa a Menteroda.

## Judici i condemna

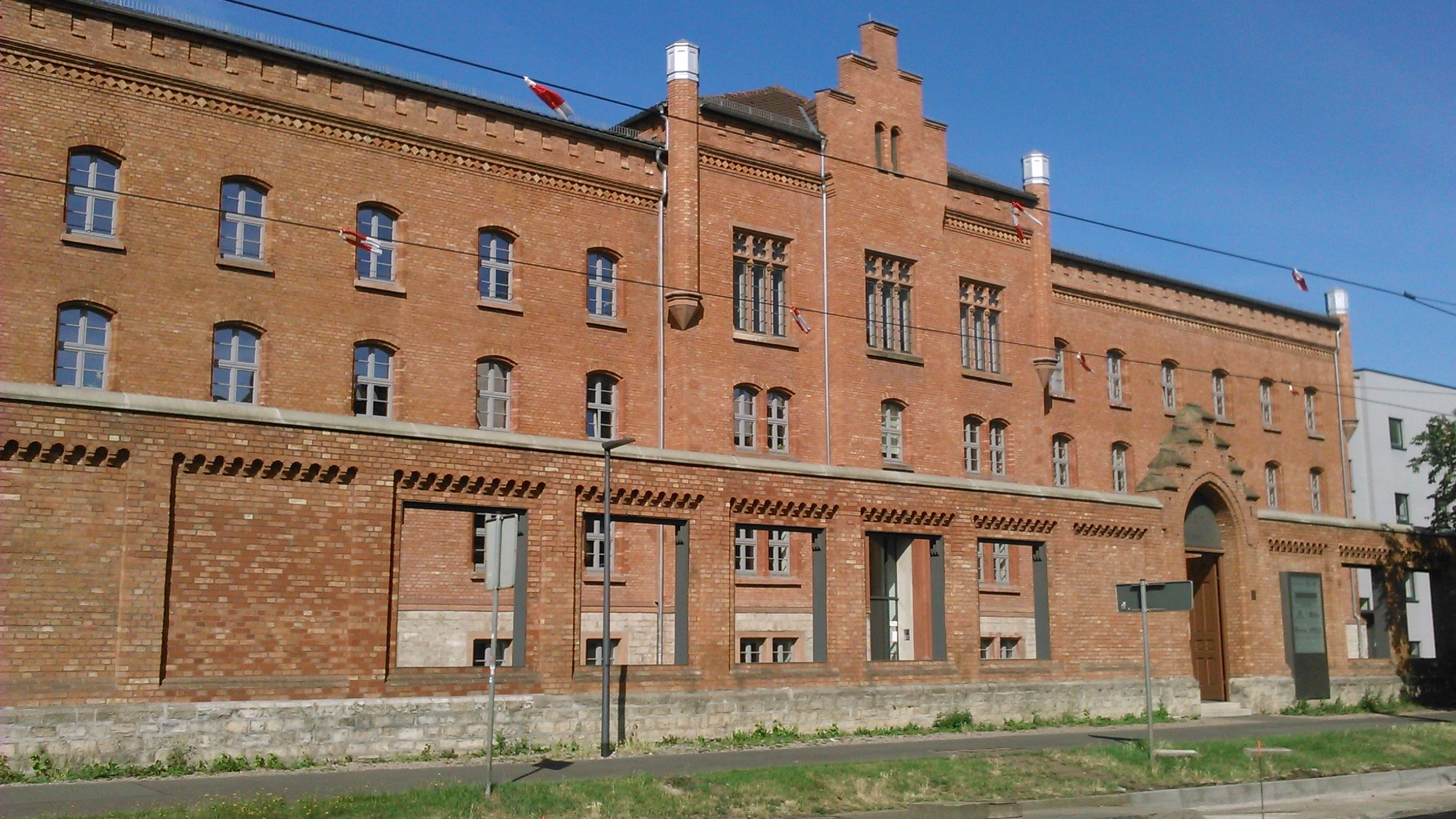
La presó d'Erfurt, on va romandre Blösche durant el seu judici l'any 1969.

El 1961, Heinrich Klaustermeyer, que estava sent jutjat a Alemanya Occidental, va vincular Blösche amb les atrocitats que havia comès a Varsòvia. Va ser identificat el 1962. El 1965, poc després de la condemna de Klaustermeyer, Alemanya Occidental va sol·licitar l'extradició de Blösche perquè pogués servir com a testimoni. Finalment, Blösche va ser trobat a Urbach, on va ser arrestat per l'Stasi l'11 de gener de 1967. Va ser detingut a la presó de Hohenschönhausen, a Berlín Oriental. No obstant això, la sol·licitud d'extradició va ser denegada i Blösche va ser jutjat a Alemanya de l'Est, a Erfurt, l'abril de 1969 i condemnat per crims de guerra. Els testimonis del judici el van descriure com un sàdic insensible. Blösche no va negar les acusacions i va admetre obertament la seva culpabilitat. Va dir que no ho recordava tot, però que les acusacions generals eren certes..
Durant el judici, el jutge va preguntar a Blösche sobre els esdeveniments representats a la infame fotografia del nen del gueto de Varsòvia:
| « | Jutge: Estaves amb una metralladora... contra un nen petit que vas fer fora d'un edifici amb les mans alçades. Com van reaccionar aquella gent en aquells moments? Blösche: Tenien una por tremenda. Jutge: Això es reflecteix bé en aquell nen petit. Què vas pensar? Blösche: Veiem diàriament escenes com aquestes. No hi pensàvem. | » |

Blösche va ser condemnat a mort i executat a Leipzig el 29 de juliol de 1969 d'un sol tret a la nuca.